# Peter C. Watts
Peter C. Watts, alternativt P. C. Watts, Peter Christopher Watts eller Peter Watts, född 19 december 1919 i London, död 1983, är en brittisk författare som skrivit western-romaner under pseudonymerna Matt Chisholm, Cy James och Luke Jones.

## Biografi
Under pseudonym Matt Chisholm skrev Watts 51 böcker om Remington McAllister, 13 böcker om Joe Blade, 3 om Ben Hodge, 9 om familjen Storm samt ytterligare fristående romaner. 
Under pseudonym Cy James skrevs 9 böcker om Sam Spur.
I svensk översättning utgavs böcker om McAllister ursprungligen av Pingvinförlaget i serierna Pingvinböckerna och Bravo och senare av B. Wahlströms Bokförlag i en egen serie. Efter denna series inledande 13 böcker anlitade förlaget andra författare och bytte så småningom namn på serien till Mack & Joe. 